# Caldo de peixe

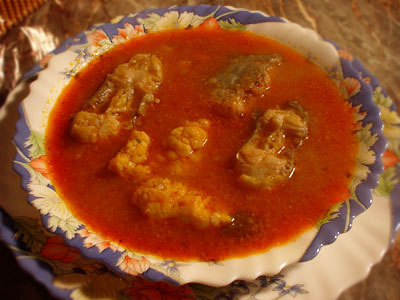
Riblja čorba, sopa de peixe típica da Sérvia.

O caldo de peixe é uma preparação culinária que se obtém fervendo cabeças e espinhas de peixe, ou peixes inteiros, juntamente com mirepoix, e é usada como base para muitos pratos, em especial sopas e molhos. Depois de coar o caldo, este pode ser temperado e reduzido, para se transformar num fumet, que tem a mesma utilização que um caldo, ou ser consumido diretamente como sopa, quente ou fria. Este tipo de preparação é a base da ukha, uma sopa de peixe tradicional da Rússia.
Para além das espinhas de peixe, pode também fazer-se um caldo com as cascas e cabeças de camarão ou doutros mariscos, que é utilizado, por exemplo, para preparar a sopa malaia laksa ou a bisque, de origem francesa; ou ainda para diluir o roux num gumbo (a sopa típica dos cajuns da Louisiana, no sul dos Estados Unidos). 
Podem também ferver-se peixes inteiros ou em filetes, para fazer caldos ou sopas. Um importante exemplo é o dashi, um caldo típico da culinária do Japão, tradicionalmente baseado em flocos de gaiado (atum) seco, embora possa levar outros ingredientes. Outro exemplo é o court-bouillon, uma preparação originária da França, em que se mistura água, vinho, vinagre e bouquet garni, onde se cozem vegetais cortados em mirepoix; o peixe é colocado no court-bouillon já terminado, mas sem o deixar ferver, para depois ser gratinado ou transformado noutro tipo de prato; 
 na Luisiana (sul dos Estados Unidos), os cajuns adotaram esta preparação, mas transformando-a num verdadeiro guisado de peixe ou mariscos.